# Cockersand Abbey (parish)
Cockersand Abbey var en civil parish från 1858 till 1935 då den blev en del av Thurnham, i grevskapet Lancashire, i England. Civil parish var belägen 9 km från Lancaster och hade 25 invånare år 1931.